# 춘향가
《춘향가》(春香歌)는 판소리 다섯 마당 중 하나로서 춘향전의 내용을 바탕으로 하고 있다.
작자 미상으로 조선시대 동리 신재효가 원래의 춘향가를 수정한 것이 지금에 이른다. 남원 부사의 아들 이몽룡이 퇴기 월매의 딸 춘향과 사랑하는 이야기를 판소리로 짠 것이다. 봉건사회의 모순에서 인간성의 회복을 주장하는 내용으로 국문학적 가치가 높이 평가되며, 조선 말 서민문학의 대표작으로 꼽히고 있다. 판소리 5마당 가운데서 규모도 크고, 음악적으로 가장 뛰어나다.

## 구성
① 초앞(廳－초비두) ② 광한루 경치 ③ 책방 독서 ④ 백년가약 ⑤ 이별가 ⑥ 신연맞이 ⑦ 기생점고 ⑧ 십장가 ⑨ 옥중가(쑥대머리) ⑩ 과거장 ⑪ 어사 행장 ⑫ 춘향편지 ⑬ 봉사해몽 ⑭ 어사상봉 ⑮ 어사출두 종결.

## 음악적 특징
춘향가의 초앞에서 사랑가까지는 우조(羽調)와 평조(平調)가 두루 쓰이는데 고제일수록 우조가 많이 쓰이고, 이별가에서는 계면조(界面調)가 많다. 또한 이몽룡이 서울에서 내려왔다는 내용에 따라 창법도 이면을 살려 경드름제를 사용하는 경우가 많다. 춘향가에서 음악적으로 뛰어난 대목은 다음과 같은 것이다.
- 적성가(赤城歌)(우조－진양),
- 천자(千字)풀이(중중모리),
- 긴 사랑가(우조－진양),
- 이별가(계면·경드름－진양·중중모리·중모리),
- 신연맞이(우조-자진모리)[1]
- 옥중가(獄中歌)(계면－진양)
- 군노사령(軍奴使令)(설렁제－중중모리),
- 박석틔(우제－진양),
- 어사(御使)와 장모(계면·경드름－중중모리).

## 《춘향가》의 명창과 전승
송흥록, 고수관, 박만순, 김세종, 장자백, 정정렬 등은 모두 춘향가를 잘해 명성을 얻은 인물들이다. 이 가운데 송흥록은 옥중가의 귀곡성 대목이 더늠(자신의 독특한 방식으로 다듬어 부르는 한 대목)이며 고수관은 자진사랑가, 박만순은 사랑가와 옥중가, 김세종은 천자풀이, 장자백은 광한루 대목, 정정렬은 신연맞이 대목이 더늠이다. 이 외에도 송만갑은 농부가 대목을 특장(특별히 뛰어난 장점)으로 하였고, 임방울도 옥중가 대목 가운데 쑥대머리를 불러 공전의 인기를 끌었다.
20세기 이후 현재까지 총 7개 정도의 전판 전승이 이루어지고 있는데 다음과 같다.(진한 글씨는 바디의 정립자이며, 기울인 글씨는 춘향가의 예능보유자이다.)
- 정정렬 바디: 정정렬→김여란→최승희
- 김연수 바디: 정정렬→김연수→오정숙→이일주, 조소녀
- 김소희 바디: 정정렬, 박동실, 송만갑→김소희→신영희 , 안숙선 - 신영희, 안숙선 국가무형문화재 지정
- 박동진 바디: 정정렬→박동진→  전승자 불확실 - 창본 전체 전승, 연창은 이루어지지 않음
- 정광수 바디: 김창환→정광수→전승자 불확실 - 창본 전체 전승, 연창은 이루어지지 않음
- 김세종 바디: 김세종→김찬업→정재근→정응민→정권진→조상현, 성우향, 성창순 - 성우향 중요무형문화재 지정
- 송만갑 바디: 송만갑→박봉술→전인삼 복원 전승

## 같이 보기
- 심청가
- 수궁가
- 춘향전
- 광한루
- 성이성